# Muszynianka
Muszynianka – naturalna woda mineralna wydobywana w Muszynie z 8 odwiertów znajdujących się na terenie Popradzkiego Parku Krajobrazowego. Właścicielem marki jest „Muszynianka” Sp. z o.o. (do 2019 Spółdzielnia Pracy „Muszynianka”).
W 2019 otwarto nowy Zakład Eksploatacji Wody Mineralnej Muszynianka w Krynicy-Zdroju gdzie produkowana jest woda Muszynianka Zdrój w opakowaniu PET 1,5 l, PET 1l oraz rozpoczęto produkcje wody w szklanej butelce o pojemnosci 0,3 l i 0,7l.
Woda wydobywana jest z otworów:
- Muszynianka: P-1A, P-2, P-4, P-6, P-7, WK-1 w Muszynie, M-2, M-4, M-7 w Miliku, A-5 w Andrzejówce;
- Muszynianka plus: O-1, K-1, M-2, M-5, M-13 w Miliku, M-3, A-1 w Andrzejówce;
- Muszynianka zdrój: P-III, P-IV, P-17, P-10 w Powroźniku, P-12, P-13, P-14 w Krynicy-Zdroju.

## Skład mineralny
| Nazwa                               | Wzór chemiczny          | Zawartość [mg/l] | Zawartość [mg/l] | Zawartość [mg/l]  |
| Nazwa                               | Wzór chemiczny          | Muszynianka      | Muszynianka plus | Muszynianka zdrój |
| Aniony                              | Aniony                  | Aniony           | Aniony           | Aniony            |
| ----------------------------------- | ----------------------- | ---------------- | ---------------- | ----------------- |
| wodorowęglanowy                     | HCO3−                   | 1489,0           | 1479,9           | 1729,0            |
| siarczanowy                         | SO42−                   | 21,8             | 16,3             | 18,4              |
| chlorkowy                           | Cl−                     | 12,9             | 17,7             | 31,4              |
| fluorkowy                           | F−                      | 0,16             | 0,05             | 0,15              |
| Kationy                             |                         |                  |                  |                   |
| wapniowy                            | Ca2+                    | 208,0            | 228,6            | 337,1             |
| magnezowy                           | Mg2+                    | 128,3            | 103,5            | 92,8              |
| sodowy                              | Na+                     | 87,2             | 91,5             | 113,3             |
| potasowy                            | K+                      | 6,4              | 7,5              | 13,7              |
| Składniki mineralne niezdysocjowane |                         |                  |                  |                   |
| kwas metakrzemowy                   | H2SiO3                  | 39,28            | 35               | 36,13             |
|                                     |                         |                  |                  |                   |
| Suma składników stałych             | Suma składników stałych | 1920,1           | 1945,05          | 2398,85           |

Woda poddawana jest procesowi odżelazienia.

## Historia
W latach 20. XX w. Muszyna, dzięki staraniom burmistrza Antoniego Jurczaka i dr Seweryna Mściwujewskiego, stała się uzdrowiskiem. W 1930 została przyjęta do Związku Uzdrowisk Polskich. W 1932 dokonano odwiertu dwóch pierwszych źródeł mineralnych. W 1958 w Muszynie wznowiono działalność o charakterze uzdrowiskowym po zniszczeniach czasu okupacji niemieckiej.
W 1951 powstała Spółdzielnia „Postęp” zajmująca się działalnością usługową (do 1959), a później również cukierniczą i mięsną. W 1969 następuje zmiana nazwy na Spółdzielnia Pracy Przemysłu Spożywczego „Postęp”. W zakładach tych dominowała produkcja w branży cukierniczej i mięsnej. Woda mineralna była butelkowana w niewielkich ilościach.
Butelkowanie wody mineralnej w dużych ilościach rozpoczęło się w latach 90. XX wieku.
W 2005 zmieniono nazwę na zakładów na Spółdzielnia Pracy Muszynianka.

## Produkty
Obecnie Muszynianka sprzedawana jest w następujących opakowaniach:
- butelka PET 0,6 l
- butelka PET 1 l
- butelka PET 1,5 l
- butelka szklana 0,3 l
- butelka szklana 0,7 l

W każdym opakowaniu dostępna jest woda nisko- i średnionasycona dwutlenkiem węgla oraz z podwyższoną zawartością magnezu.